# ان‌جی‌سی ۵۵۲۳
ان‌جی‌سی ۵۵۲۳ (انگلیسی: NGC 5523) یک کهکشان مارپیچی بدون میله در صورت فلکی گاوران است.